# Belford, England
Belford är en ort och civil parish i Storbritannien.  Den ligger i grevskapet och kommunen Northumberland i riksdelen England, i den centrala delen av landet, 500 km norr om huvudstaden London.